# Función cuadrática

Un polinomio cuadrático con dos raíces reales (cruces del eje x e y), y por lo tanto, sin raíces complejas. Algunos otros polinomios cuadráticos tienen su mínimo por encima del eje x, en cuyo caso no posee raíces reales pero sí tiene dos raíces complejas

En álgebra, una función cuadrática, un polinomio cuadrático, o un  polinomio de grado 2, es una función polinómica con una o más variables en la que el término de grado más alto es de segundo grado.  
Una función cuadrática univariada (variable única) tiene la forma
{\displaystyle f(x)=ax^{2}+bx+c}
En este caso la variable única es x. La gráfica de una función cuadrática univariada es una parábola cuyo eje de simetría es paralelo al eje y, como se muestra a la derecha. 
Si la función cuadrática se establece igual a cero, entonces el resultado es una ecuación cuadrática. Las soluciones a la ecuación univariable se denominan raíces de la función univariable. 
El caso bivariable en términos de las variables x e y tiene la forma 
{\displaystyle f(x,y)=ax^{2}+by^{2}+cxy+dx+ey+f\,\!}
con al menos uno de los coeficientes a, b o c no iguales a cero. Una ecuación que establece esta función igual a cero da lugar a una sección cónica (una circunferencia u otra elipse, una parábola o una hipérbola). 
Una función cuadrática en tres variables x, y, y z contiene exclusivamente los términos x2, y2, z2, xy, xz, yz, x, y, z, y una constante: 
{\displaystyle f(x,y,z)=ax^{2}+by^{2}+cz^{2}+dxy+exz+fyz+gx+hy+iz+j,}
con al menos uno de los coeficientes a, b, c, d, e o f de los términos de segundo grado que no son cero. 
En general, puede haber un número arbitrariamente grande de variables, en cuyo caso la superficie resultante se llama cuadrática, pero el término de grado más alto debe ser de grado 2, como x2, xy, yz, etc.

## Etimología
El adjetivo cuadrático proviene de la palabra latina quadrātum ("cuadrado"). Un término como x2 se llama cuadrado en álgebra porque es el área de un cuadrado con lado x. 

## Los componentes de una función cuadrática

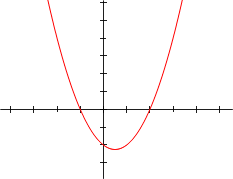
Funciones cuadráticas

### Coeficientes
Los coeficientes de un polinomio a menudo se consideran números reales o complejos, pero de hecho, un polinomio se puede definir sobre cualquier anillo.

### Grado
Cuando se usa el término "polinomio cuadrático", a veces se hace referencia a "tener un grado de exactamente 2", y otras veces, a "tener un grado como máximo de 2". Si el grado es inferior a 2, se puede hablar de un "caso degenerado". Por lo general, el contexto permite establecer cuál de los dos significados se utiliza. 
A veces, la palabra "orden" se usa con el significado de "grado", por ejemplo, un polinomio de segundo orden.

### Variables
Un polinomio cuadrático puede involucrar una sola variable x (el caso univariable), o múltiples variables como x, y y z (el caso multivariable). 

#### El caso de una variable
Cualquier polinomio cuadrático de variable única puede escribirse como 
{\displaystyle ax^{2}+bx+c,\,\!}
donde x es la variable, y a, b y c representan los coeficientes. En álgebra elemental, tales polinomios a menudo surgen en forma de una ecuación cuadrática {\displaystyle ax^{2}+bx+c=0}. Las soluciones a esta ecuación se llaman las raíces del polinomio cuadrático, y se pueden encontrar a través de la factorización, completando el cuadrado, graficando, utilizando el método de Newton, o mediante el uso de la fórmula cuadrática. Cada polinomio cuadrático tiene una función cuadrática asociada, cuyo gráfico es una parábola.

#### Caso de dos variables
Cualquier polinomio cuadrático con dos variables puede escribirse como 
{\displaystyle f(x,y)=ax^{2}+by^{2}+cxy+dx+ey+f,\,\!}
donde x e y son las variables y a, b, c, d, e y f son los coeficientes. Tales polinomios son fundamentales para el estudio de las secciones cónicas, que se caracterizan por igualar la expresión para f ( x, y ) a cero. Del mismo modo, polinomios cuadráticos con tres o más variables corresponden a superficies cuádricas y a hipersuperficies. En álgebra lineal, los polinomios cuadráticos se pueden generalizar a la noción de una forma cuadrática en un espacio vectorial.

## Formas de una función cuadrática de una variable
Una función cuadrática de una variable se puede expresar en tres formas:
- {\displaystyle f(x)=ax^{2}+bx+c\,\!} se llama la forma estándar.
- {\displaystyle f(x)=a(x-r_{1})(x-r_{2})\,\!} se llama la forma factorizada, donde r1 y r2 son las raíces de la función cuadrática y las soluciones de la ecuación cuadrática correspondiente.
- {\displaystyle f(x)=a(x-h)^{2}+k\,\!} se llama la forma del vértice, donde h y k son las coordenadas x e y del vértice, respectivamente.

El coeficiente a es el mismo valor en las tres formas. Para convertir la forma estándar en la forma factorizada, solo se necesita la fórmula cuadrática para determinar las dos raíces r1 y r2. Para convertir la forma estándar en la forma de vértice, se necesita un proceso denominado completar el cuadrado. Para convertir la forma factorizada (o la forma de vértice) en la forma estándar, basta con operar los factores de cada una de ellas.

## Gráfico de la función de una variable

Independientemente del formato, la gráfica de una función cuadrática de una variable {\displaystyle f(x)=ax^{2}+bx+c} es una parábola (como se muestra a la derecha). De manera equivalente, esta es la gráfica de la ecuación cuadrática de dos variables {\displaystyle y=ax^{2}+bx+c}. 
- Si a > 0, la parábola se abre hacia arriba.
- Si a < 0, la parábola se abre hacia abajo.

El coeficiente a controla el grado de curvatura del gráfico; una magnitud mayor de a le da al gráfico una apariencia más cerrada (fuertemente curvada). 
Los coeficientes b y a controlan conjuntamente la ubicación del eje de simetría de la parábola (también la coordenada x del vértice), que tiene la expresión: 
{\displaystyle x=-{\frac {b}{2a}}.}
El coeficiente c controla la altura de la parábola; más específicamente, es la altura de la parábola donde intercepta el eje y. 

### Vértice
El vértice de una parábola es el lugar donde pasa de descender a ascender. Por lo tanto, también es un punto máximo o mínimo, donde la inclinación de la curva se anula al cambiar de signo. Si la función cuadrática está en forma de vértice, el vértice es (h, k). Usando el método de completar el cuadrado, se puede convertir la fórmula estándar 
{\displaystyle f(x)=ax^{2}+bx+c\,\!}
en 
{\displaystyle {\begin{aligned}f(x)&=ax^{2}+bx+c\\&=a(x-h)^{2}+k\\&=a\left(x-{\frac {-b}{2a}}\right)^{2}+\left(c-{\frac {b^{2}}{4a}}\right),\\\end{aligned}}}
y entonces, el vértice (h, k) de la parábola en forma estándar es 
{\displaystyle \left(-{\frac {b}{2a}},c-{\frac {b^{2}}{4a}}\right).}
Si la función cuadrática está en forma factorizada 
{\displaystyle f(x)=a(x-r_{1})(x-r_{2})\,\!}
el promedio de las dos raíces, es decir, 
{\displaystyle {\frac {r_{1}+r_{2}}{2}}\,\!}
es la coordenada x del vértice, y por lo tanto, el vértice (h, k) es 
{\displaystyle \left({\frac {r_{1}+r_{2}}{2}},f\left({\frac {r_{1}+r_{2}}{2}}\right)\right).\!}
El vértice también es el punto máximo si a < 0, o el punto mínimo si a > 0. 
La línea recta vertical 
{\displaystyle x=h=-{\frac {b}{2a}}}
que pasa a través del vértice es también el eje de simetría de la parábola. 

#### Puntos máximo y mínimo
Usando cálculo infinitesimal, el punto del vértice, que es un máximo o un mínimo de la función, se puede obtener al encontrar las raíces de la derivada: 
{\displaystyle f(x)=ax^{2}+bx+c\quad \Rightarrow \quad f'(x)=2ax+b\,\!.}
x es una raíz de f '(x) si f '(x) = 0, y por lo tanto
{\displaystyle x=-{\frac {b}{2a}}}
con el valor de la función correspondiente 
{\displaystyle f(x)=a\left(-{\frac {b}{2a}}\right)^{2}+b\left(-{\frac {b}{2a}}\right)+c=c-{\frac {b^{2}}{4a}}\,\!,}
así que de nuevo las coordenadas del punto de vértice, (h, k), se pueden expresar como 
{\displaystyle \left(-{\frac {b}{2a}},c-{\frac {b^{2}}{4a}}\right).}.
Otra forma de determinar los máximos y mínimos es a partir del vértice y el signo del coeficiente a.
Los máximos y mínimos de una función cuadrática corresponden siempre con el vértice de la parábola que representa esa función, entonces:
- Si a > 0, la parábola se abre hacia arriba. Por lo tanto, el vértice corresponde al punto mínimo de la función.
- Si a < 0, la parábola se abre hacia abajo. Por lo tanto, el vértice corresponde al punto máximo de la función.

## Raíces de la función de una variable

Gráfico de y=ax²+bx+c, donde a y el discriminante (b²-4ac) son positivos, con:
- Raíces e intersección con el eje y (rojo)
- Vértice y eje de simetría (azul)
- Foco y directriz (rosa)

Visualización de las raíces complejas de y=ax²+bx+c: la parábola se gira 180° alrededor de su vértice (naranja). Sus intersecciones en x se giran 90° alrededor de su punto medio, y el plano cartesiano se interpreta como el plano complejo (verde)

### Raíces exactas
Las raíces (o ceros ), r1 y r2, de la función cuadrática de una variable 
{\displaystyle {\begin{aligned}f(x)&=ax^{2}+bx+c\\&=a(x-r_{1})(x-r_{2}),\\\end{aligned}}}
son los valores de x para los cuales f(x) = 0. 
Cuando los coeficientes a, b, y c son reales o complejos, las raíces son 
{\displaystyle r_{1}={\frac {-b-{\sqrt {b^{2}-4ac}}}{2a}},}
{\displaystyle r_{2}={\frac {-b+{\sqrt {b^{2}-4ac}}}{2a}}.}

### Límite superior en la magnitud de las raíces
El módulo de las raíces de una cuadrática {\displaystyle ax^{2}+bx+c\,} no puede ser mayor que {\displaystyle {\frac {\max(|a|,|b|,|c|)}{|a|}}\times \phi ,\,} dónde {\displaystyle \phi } es la proporción áurea {\displaystyle {\frac {1+{\sqrt {5}}}{2}}.}

## Raíz cuadrada de una función cuadrática de una variable
La raíz cuadrada de una función cuadrática de una variable da lugar a una de las cuatro secciones cónicas, casi siempre a una elipse o a una hipérbola. 
Si {\displaystyle a>0\,\!} entonces la ecuación {\displaystyle y=\pm {\sqrt {ax^{2}+bx+c}}} describe una hipérbola, como se puede ver al elevar al cuadrado ambos lados. Las direcciones de los ejes de la hipérbola están determinadas por la ordenada del punto mínimo de la parábola correspondiente{\displaystyle y_{p}=ax^{2}+bx+c\,\!}. Si la ordenada es negativa, entonces el eje mayor de la hipérbola (a través de sus vértices) es horizontal, mientras que si la ordenada es positiva, entonces el eje mayor de la hipérbola es vertical. 
Si {\displaystyle a<0\,\!} entonces la ecuación {\displaystyle y=\pm {\sqrt {ax^{2}+bx+c}}} describe un círculo u otra elipse o nada en absoluto. Si la ordenada del punto máximo de la parábola correspondiente {\displaystyle y_{p}=ax^{2}+bx+c\,\!} es positivo, entonces su raíz cuadrada describe una elipse, pero si la ordenada es negativa, entonces describe un lugar geométrico de puntos vacío. 

## Iteración
Para iterar una función {\displaystyle f(x)=ax^{2}+bx+c}, se aplica la función repetidamente, utilizando la salida de una iteración como entrada de la siguiente. 
No siempre es posible deducir la forma analítica de {\displaystyle f^{(n)}(x)}, lo que significa la enésima iteración de {\displaystyle f(x)}, dado que el superíndice puede extenderse a los números negativos, refiriéndose a la iteración de la inversa de {\displaystyle f(x)} si existe el inverso. Pero hay algunos casos analíticamente manejables. 
Por ejemplo, para la ecuación iterativa 
{\displaystyle f(x)=a(x-c)^{2}+c}
se tiene que 
{\displaystyle f(x)=a(x-c)^{2}+c=h^{(-1)}(g(h(x))),\,\!}
donde 
{\displaystyle g(x)=ax^{2}\,\!} y {\displaystyle h(x)=x-c.\,\!}
Entonces, por inducción, se puede obtener 
{\displaystyle f^{(n)}(x)=h^{(-1)}(g^{(n)}(h(x)))\,\!}
donde {\displaystyle g^{(n)}(x)} se puede calcular fácilmente como 
{\displaystyle g^{(n)}(x)=a^{2^{n}-1}x^{2^{n}}.\,\!}
Finalmente, se tiene que 
{\displaystyle f^{(n)}(x)=a^{2^{n}-1}(x-c)^{2^{n}}+c\,\!}
como solución. 
Se puede ver el artículo sobre la conjugación topológica para más detalles sobre la relación entre f y g, y la entrada sobre el polinomio cuadrático complejo para el comportamiento caótico en la iteración general. 
La aplicación logística
{\displaystyle x_{n+1}=rx_{n}(1-x_{n}),\quad 0\leq x_{0}<1}
con el parámetro 2<r<4 puede resolverse en ciertos casos, uno de los cuales es caótico y el otro no. En el caso caótico r = 4, la solución es 
{\displaystyle x_{n}=\sin ^{2}(2^{n}\theta \pi )}
donde el parámetro de condición inicial {\displaystyle \theta } es dado por {\displaystyle \theta ={\tfrac {1}{\pi }}\sin ^{-1}(x_{0}^{1/2})}. Para valores racionales de {\displaystyle \theta }, después de un número finito de iteraciones {\displaystyle x_{n}} se convierte en una secuencia periódica. Pero casi todos {\displaystyle \theta } son irracionales, y por lo tanto {\displaystyle x_{n}} nunca se repite. Entonces se determina que no es periódico y que exhibe una dependencia sensible de las condiciones iniciales, por lo que se dice que es caótico. 
La solución de la aplicación logística cuando r=2 es 
{\displaystyle x_{n}={\frac {1}{2}}-{\frac {1}{2}}(1-2x_{0})^{2^{n}}}
para {\displaystyle x_{0}\in [0,1)}. Ya que {\displaystyle (1-2x_{0})\in (-1,1)}, para cualquier valor de {\displaystyle x_{0}} distinto del punto fijo inestable 0, el término {\displaystyle (1-2x_{0})^{2^{n}}} tiende a 0 como n tiende a infinito, y entonces {\displaystyle x_{n}} tiende al punto fijo estable {\displaystyle {\tfrac {1}{2}}.}

## Función cuadrática de dos variables
Una función cuadrática de dos variables es un polinomio de segundo grado de la forma 
{\displaystyle f(x,y)=Ax^{2}+By^{2}+Cx+Dy+Exy+F\,\!}
donde A, B, C, D y E son coeficientes fijos y F es el término constante. Tal función describe una superficie cuadrática. Haciendo {\displaystyle f(x,y)\,\!} igual a cero, se describe la intersección de la superficie con el plano {\displaystyle z=0\,\!}, que es un lugar geométrico de puntos equivalente a una sección cónica. 

### Mínimo/máximo
Si {\displaystyle 4AB-E^{2}<0\,} la función no tiene máximo o mínimo; Su gráfico forma un paraboloide hiperbólico. 
Si {\displaystyle 4AB-E^{2}>0\,} la función tiene un mínimo si A>0, y un máximo si A<0; su gráfica forma un paraboloide elíptico. En este caso, el mínimo o máximo se produce en {\displaystyle (x_{m},y_{m})\,}, donde: 
{\displaystyle x_{m}=-{\frac {2BC-DE}{4AB-E^{2}}},}
{\displaystyle y_{m}=-{\frac {2AD-CE}{4AB-E^{2}}}.}
Si {\displaystyle 4AB-E^{2}=0\,} y {\displaystyle DE-2CB=2AD-CE\neq 0\,} la función no tiene máximo o mínimo; y su gráfica forma un cilindro parabólico. 
Si {\displaystyle 4AB-E^{2}=0\,} y {\displaystyle DE-2CB=2AD-CE=0\,} la función alcanza el máximo/mínimo en una recta: un mínimo si A>0 y un máximo si A<0; y su gráfica forma un cilindro parabólico. 